# Patrick Kisnorbo
Patrick Fabio Maxime Kisnorbo (24 de marzo de 1981) es un exfutbolista australiano y actual entrenador, de ascendencia italiana y mauriciana. Tras hacer un buen papel con el Melbourne City, que comparte hermandad con el City Football Group, cuadro con el cual logró el título de la A-League 2020-21.

## Selección nacional
Ha sido internacional con la Selección de fútbol de Australia, ha jugado 18 partidos internacionales y ha anotado 1 gol.

### Participaciones en Copas del Mundo
| Mundial                               | Sede      | Resultado   |
| ------------------------------------- | --------- | ----------- |
| Copa Mundial de Fútbol Sub-20 de 2001 | Argentina | 8° de final |

## Clubes

### Como jugador
| Club            | País       | Año       |
| --------------- | ---------- | --------- |
| South Melbourne | Australia  | 2000-2003 |
| Hearts FC       | Escocia    | 2003-2005 |
| Leicester City  | Inglaterra | 2005-2009 |
| Leeds United    | Inglaterra | 2009-2012 |
| Ipswich Town    | Inglaterra | 2012      |
| Leeds United    | Inglaterra | 2012-2013 |
| Melbourne City  | Australia  | 2013-2016 |

### Como entrenador
| Club               | País      | Año       |
| ------------------ | --------- | --------- |
| Melbourne City     | Australia | 2020-2022 |
| Troyes             | Francia   | 2022-2023 |
| Yokohama F Marinos | Japón     | 2025      |

## Estadísticas como entrenador
| Equipo                   | Div.                | Temporada           | Liga  | Liga | Liga | Liga | Liga |       | Copa | Copa | Copa | Copa  |   | Internacional | Internacional | Internacional | Internacional | Internacional |   | Otros | Otros | Otros | Otros |    | Totales     | Totales | Totales | Totales | Totales | Totales | Totales | Totales |
| Equipo                   | Div.                | Temporada           | Part. | G    | E    | P    | Pos. | Part. | G    | E    | P    | Part. | G | E             | P             | Pos.          | Part.         | G             | E | P     | Part. | G     | E     | P  | Rendimiento | GF      | GC      | Dif.    |         |         |         |         |
| ------------------------ | ------------------- | ------------------- | ----- | ---- | ---- | ---- | ---- | ----- | ---- | ---- | ---- | ----- | - | ------------- | ------------- | ------------- | ------------- | ------------- | - | ----- | ----- | ----- | ----- | -- | ----------- | ------- | ------- | ------- | ------- | ------- | ------- | ------- |
| Melbourne City Australia | 1.ª                 | 2020-21             | 28    | 17   | 4    | 7    | 1.º  | 3     | 2    | 1    | 0    | -     | - | -             | -             | -             | -             | -             | - | -     | 31    | 19    | 5     | 7  | 66.67%      | 66      | 33      | +33     |         |         |         |         |
| Melbourne City Australia | 1.ª                 | 2021-22             | 29    | 15   | 8    | 6    | 2.º  | 2     | 1    | 1    | 0    | 6     | 3 | 3             | 0             | FG            | -             | -             | - | -     | 37    | 19    | 12    | 6  | 62.16%      | 67      | 40      | +27     |         |         |         |         |
| Melbourne City Australia | 1.ª                 | 2022-23             | 6     | 5    | 1    | 0    | Inc. | -     | -    | -    | -    | -     | - | -             | -             | -             | -             | -             | - | -     | 6     | 5     | 1     | 0  | 88.89%      | 14      | 4       | +10     |         |         |         |         |
| Melbourne City Australia | Total               | Total               | 63    | 37   | 13   | 13   | -    | 5     | 3    | 2    | 0    | 6     | 3 | 3             | 0             | -             | -             | -             | - | -     | 74    | 43    | 18    | 13 | 66.22%      | 147     | 77      | +70     |         |         |         |         |
| Troyes Francia           | 1.ª                 | 2022-23             | 23    | 1    | 7    | 15   | 19.º | 1     | 0    | 0    | 1    | -     | - | -             | -             | -             | -             | -             | - | -     | 24    | 1     | 7     | 16 | 13.89%      | 20      | 53      | -33     |         |         |         |         |
| Troyes Francia           | 2.ª                 | 2023-24             | 15    | 2    | 7    | 6    | Inc. | 1     | 0    | 0    | 1    | -     | - | -             | -             | -             | -             | -             | - | -     | 16    | 2     | 7     | 7  | 27.08%      | 17      | 21      | -4      |         |         |         |         |
| Troyes Francia           | Total               | Total               | 38    | 3    | 14   | 21   | -    | 2     | 0    | 0    | 2    | -     | - | -             | -             | -             | -             | -             | - | -     | 40    | 3     | 14    | 23 | 19.17%      | 37      | 74      | -37     |         |         |         |         |
| Total en su carrera      | Total en su carrera | Total en su carrera | 101   | 40   | 27   | 34   | -    | 7     | 3    | 2    | 2    | 6     | 3 | 3             | 0             | -             | -             | -             | - | -     | 114   | 46    | 32    | 36 | 49.71%      | 184     | 151     | +33     |         |         |         |         |
| 1. 2.                    |                     |                     |       |      |      |      |      |       |      |      |      |       |   |               |               |               |               |               |   |       |       |       |       |    |             |         |         |         |         |         |         |         |

### Resumen por competiciones
| Competición                 | Partidos | Ganados | Empatados | Perdidos | Ganados % |
| --------------------------- | -------- | ------- | --------- | -------- | --------- |
| A-League                    | 63       | 37      | 13        | 13       | 65.61%    |
| FFA Cup                     | 5        | 3       | 2         | 0        | 73.33%    |
| Ligue 2                     | 15       | 2       | 7         | 6        | 28.89%    |
| Ligue 1                     | 23       | 1       | 7         | 15       | 14.49%    |
| Copa de Francia             | 2        | 0       | 0         | 2        | 0%        |
| Liga de Campeones de la AFC | 6        | 3       | 3         | 0        | 66.67%    |
| TOTAL                       | 114      | 46      | 32        | 36       | 49.71%    |

## Palmarés

### Como jugador

#### Campeonatos nacionales
| Título         | Club           | País       | Año  |
| -------------- | -------------- | ---------- | ---- |
| EFL League One | Leicester City | Inglaterra | 2009 |

### Como entrenador

#### Campeonatos nacionales
| Título   | Club           | País      | Año  |
| -------- | -------------- | --------- | ---- |
| A-League | Melbourne City | Australia | 2021 |